# 中村眞澄
中村 眞澄（なかむら ますみ、1927年7月22日 - 2017年6月9日）は、日本の法学者。専門は商法。学位は、法学博士（早稲田大学・論文博士・1975年）。早稲田大学名誉教授。社団法人日本海運集会所海事仲裁人。弁護士法人エル・アンド・ジェイ法律事務所顧問。日本公証法学会理事長。

## 来歴
1927年に東京に生まれる。1953年、早稲田大学法学部卒業、1955年、早稲田大学法学部助手、1960年講師、1963年助教授を経て、1968年早稲田大学法学部教授。1982年法学部学部長。1995年同大学院法学研究科委員長。1998年退職。
1975年「海上物品運送人責任論」で早稲田大学で法学博士。

## 在外研究
- パリ大学交換研究員（1964年）

## 著作

### 著書

#### 単著
- 『海商法講義』成文堂、1969年11月。
- 『海上物品運送人責任論』成文堂、1974年11月。
- 『会社法 上巻』成文堂、1979年6月。
- 『新会社法 上巻』成文堂、1983年12月。
  - 『新会社法 中巻』成文堂、1986年1月。
- 『商法総則・商行為法100講』学陽書房〈法学基本講座 8〉、1983年11月。ISBN 978-4313420632。
- 『海商法 上巻』成文堂、1988年11月。
  - 『海商法 下巻』成文堂、1988年11月。
- 『海商法』成文堂、1990年4月。ISBN 978-4792321390。
- 『会社法』成文堂、1994年4月。ISBN 978-4792322311。
- 『海上運送契約法』成文堂、1997年6月。ISBN 978-4792323097。
- 『海上運送責任の諸問題』成文堂〈海法研究 第2巻〉、1998年3月。ISBN 978-4792323264。

#### 共編著
- 戸田修三・中村真澄編 編『商法総則・商行為法』青林書院新社〈青林教科書シリーズ〉、1984年3月。ISBN 978-4417005285。
- 山下新日本汽船株式会社海法ゼミナール編 編『最新海事判例評釈 第1巻』戸田修三・中村真澄監修、日本海運集会所、1984年3月。
  - 山下新日本汽船株式会社海法ゼミナール編 編『最新海事判例評釈 第2巻』戸田修三・中村真澄監修、成文堂、1992年7月。ISBN 978-4792322007。
  - 山下新日本汽船株式会社海法ゼミナール編 編『最新海事判例評釈 第3巻』戸田修三・中村真澄監修、海法研究所、2008年3月。
- チュレーン大学海法研究所編 編、津田滋・椿弘次・吉武雅子 訳『傭船契約の法理』中村真澄監訳、成文堂、1986年11月。ISBN 978-4792320874。
- 戸田修三・中村真澄編 編『注解 国際海上物品運送法』青林書院、1997年3月。ISBN 978-4417009726。
- 中村眞澄、箱井崇史『海商法』成文堂、2010年4月。ISBN 978-4792325848。
  - 中村眞澄、箱井崇史『海商法』（第2版）成文堂、2013年4月。ISBN 978-4792326364。

#### 記念論文集
- 長濱洋一・酒巻俊雄・奥島孝康共編 編『現代企業法の諸相』成文堂〈中村眞澄教授・金澤理教授還暦記念論文集 第1巻〉、1990年2月。ISBN 978-4792321413。
- 長濱洋一・酒巻俊雄・奥島孝康共編 編『現代保険法海商法の諸相』成文堂〈中村眞澄教授・金澤理教授還暦記念論文集 第2巻〉、1990年2月。ISBN 978-4792321420。

### 論文
- 「フランス会社法における監査役制度について」『早稲田法学』第32巻第3-4号、早稲田大学法学会、1957年3月15日、189-213頁、NAID 120000788834。
- 「船舶における火災と海上運送人の責任」『早稲田法学』第34巻第1-2号、早稲田大学法学会、1958年9月25日、145-173頁、NAID 120000788134。
- 「海難救助の義務と報酬 ―人命救助を中心として―」『早稲田法学』第35巻第1-2号、早稲田大学法学会、1959年6月20日、303-334頁、NAID 120000788141。
- 「離路と海上運送人の責任」『早稲田法学』第36巻第3-4号、早稲田大学法学会、1961年3月25日、93-122頁、NAID 120000788156。
- 「会社債務にたいする取締役の責任 ―一九四〇年および一九五三年のフランス会社法を中心として―」『早稲田法学』第38巻第3-4号、早稲田大学法学会、1963年3月15日、167-188頁、NAID 120000788107。
- 「積付の過失と海上運送人の責任 ―航海上の過失を中心として―」『早稲田法学』第43巻第1-2号、早稲田大学法学会、1968年3月20日、131-159頁、NAID 120000788105。
- 「フランス新会社法における会計監査役」『早稲田法学』第45巻第1-2号、早稲田大学法学会、1970年3月20日、79-131頁、NAID 120000788965。
- 「フランス定期傭船契約法について」『早稲田法学』第51巻第1-2号、早稲田大学法学会、1976年3月20日、103-132頁、NAID 120000788269。
- 「フランス海上運送法の改正 ―一九八六年法を中心として―」『早稲田法学』第67巻第1号、早稲田大学法学会、1991年12月30日、25-53頁、NAID 120000788436。
- 「〔海法・運送法判例研究〕第1回 外航船の堪航能力に関する運送人の注意義務」『早稲田法学』第77巻第4号、早稲田大学法学会、2002年5月30日、215-223頁、NAID 120000788760。

## 栄典
- 2006年4月 瑞宝中綬章受章[4]